# Матч за звание чемпиона мира по классическим шахматам 2000
Матч за звание чемпиона мира по шахматам 2000 года по классическим шахматам — проходил между чемпионом мира Гарри Каспаровым и Владимиром Крамником в Лондоне с 8 октября по 4 ноября. Матч должен был состоять из 16 партий, для победы было необходимо набрать 8½ очков, при счёте 8:8 Каспаров сохранял титул чемпиона. Владимир Крамник выиграл 2 партии — 2-ю и 10-ю, 13 закончил вничью и не проиграл ни одной, став 14-м чемпионом мира по классическим шахматам («по версии ПША»). Каспарову не удалось белыми пробить «берлинскую стену» в испанской партии в исполнении Крамника.

## Примечательные партии

### Крамник — Каспаров
|   | a | b | c | d | e | f | g | h |   |
| - | --- | --- | --- | --- | --- | --- | --- | --- | - |
| 8 | b8 чёрная ладья · g8 чёрный король · a7 чёрная пешка · f7 белый конь · g7 чёрная пешка · h7 чёрная пешка · b6 чёрная пешка · e6 белый ферзь · f6 чёрный конь · f3 белая пешка · a2 белая пешка · b2 чёрный ферзь · f2 белая пешка · h2 белая пешка · e1 белая ладья · g1 белый король | b8 чёрная ладья · g8 чёрный король · a7 чёрная пешка · f7 белый конь · g7 чёрная пешка · h7 чёрная пешка · b6 чёрная пешка · e6 белый ферзь · f6 чёрный конь · f3 белая пешка · a2 белая пешка · b2 чёрный ферзь · f2 белая пешка · h2 белая пешка · e1 белая ладья · g1 белый король | b8 чёрная ладья · g8 чёрный король · a7 чёрная пешка · f7 белый конь · g7 чёрная пешка · h7 чёрная пешка · b6 чёрная пешка · e6 белый ферзь · f6 чёрный конь · f3 белая пешка · a2 белая пешка · b2 чёрный ферзь · f2 белая пешка · h2 белая пешка · e1 белая ладья · g1 белый король | b8 чёрная ладья · g8 чёрный король · a7 чёрная пешка · f7 белый конь · g7 чёрная пешка · h7 чёрная пешка · b6 чёрная пешка · e6 белый ферзь · f6 чёрный конь · f3 белая пешка · a2 белая пешка · b2 чёрный ферзь · f2 белая пешка · h2 белая пешка · e1 белая ладья · g1 белый король | b8 чёрная ладья · g8 чёрный король · a7 чёрная пешка · f7 белый конь · g7 чёрная пешка · h7 чёрная пешка · b6 чёрная пешка · e6 белый ферзь · f6 чёрный конь · f3 белая пешка · a2 белая пешка · b2 чёрный ферзь · f2 белая пешка · h2 белая пешка · e1 белая ладья · g1 белый король | b8 чёрная ладья · g8 чёрный король · a7 чёрная пешка · f7 белый конь · g7 чёрная пешка · h7 чёрная пешка · b6 чёрная пешка · e6 белый ферзь · f6 чёрный конь · f3 белая пешка · a2 белая пешка · b2 чёрный ферзь · f2 белая пешка · h2 белая пешка · e1 белая ладья · g1 белый король | b8 чёрная ладья · g8 чёрный король · a7 чёрная пешка · f7 белый конь · g7 чёрная пешка · h7 чёрная пешка · b6 чёрная пешка · e6 белый ферзь · f6 чёрный конь · f3 белая пешка · a2 белая пешка · b2 чёрный ферзь · f2 белая пешка · h2 белая пешка · e1 белая ладья · g1 белый король | b8 чёрная ладья · g8 чёрный король · a7 чёрная пешка · f7 белый конь · g7 чёрная пешка · h7 чёрная пешка · b6 чёрная пешка · e6 белый ферзь · f6 чёрный конь · f3 белая пешка · a2 белая пешка · b2 чёрный ферзь · f2 белая пешка · h2 белая пешка · e1 белая ладья · g1 белый король | 8 |
| 7 | b8 чёрная ладья · g8 чёрный король · a7 чёрная пешка · f7 белый конь · g7 чёрная пешка · h7 чёрная пешка · b6 чёрная пешка · e6 белый ферзь · f6 чёрный конь · f3 белая пешка · a2 белая пешка · b2 чёрный ферзь · f2 белая пешка · h2 белая пешка · e1 белая ладья · g1 белый король | b8 чёрная ладья · g8 чёрный король · a7 чёрная пешка · f7 белый конь · g7 чёрная пешка · h7 чёрная пешка · b6 чёрная пешка · e6 белый ферзь · f6 чёрный конь · f3 белая пешка · a2 белая пешка · b2 чёрный ферзь · f2 белая пешка · h2 белая пешка · e1 белая ладья · g1 белый король | b8 чёрная ладья · g8 чёрный король · a7 чёрная пешка · f7 белый конь · g7 чёрная пешка · h7 чёрная пешка · b6 чёрная пешка · e6 белый ферзь · f6 чёрный конь · f3 белая пешка · a2 белая пешка · b2 чёрный ферзь · f2 белая пешка · h2 белая пешка · e1 белая ладья · g1 белый король | b8 чёрная ладья · g8 чёрный король · a7 чёрная пешка · f7 белый конь · g7 чёрная пешка · h7 чёрная пешка · b6 чёрная пешка · e6 белый ферзь · f6 чёрный конь · f3 белая пешка · a2 белая пешка · b2 чёрный ферзь · f2 белая пешка · h2 белая пешка · e1 белая ладья · g1 белый король | b8 чёрная ладья · g8 чёрный король · a7 чёрная пешка · f7 белый конь · g7 чёрная пешка · h7 чёрная пешка · b6 чёрная пешка · e6 белый ферзь · f6 чёрный конь · f3 белая пешка · a2 белая пешка · b2 чёрный ферзь · f2 белая пешка · h2 белая пешка · e1 белая ладья · g1 белый король | b8 чёрная ладья · g8 чёрный король · a7 чёрная пешка · f7 белый конь · g7 чёрная пешка · h7 чёрная пешка · b6 чёрная пешка · e6 белый ферзь · f6 чёрный конь · f3 белая пешка · a2 белая пешка · b2 чёрный ферзь · f2 белая пешка · h2 белая пешка · e1 белая ладья · g1 белый король | b8 чёрная ладья · g8 чёрный король · a7 чёрная пешка · f7 белый конь · g7 чёрная пешка · h7 чёрная пешка · b6 чёрная пешка · e6 белый ферзь · f6 чёрный конь · f3 белая пешка · a2 белая пешка · b2 чёрный ферзь · f2 белая пешка · h2 белая пешка · e1 белая ладья · g1 белый король | b8 чёрная ладья · g8 чёрный король · a7 чёрная пешка · f7 белый конь · g7 чёрная пешка · h7 чёрная пешка · b6 чёрная пешка · e6 белый ферзь · f6 чёрный конь · f3 белая пешка · a2 белая пешка · b2 чёрный ферзь · f2 белая пешка · h2 белая пешка · e1 белая ладья · g1 белый король | 7 |
| 6 | b8 чёрная ладья · g8 чёрный король · a7 чёрная пешка · f7 белый конь · g7 чёрная пешка · h7 чёрная пешка · b6 чёрная пешка · e6 белый ферзь · f6 чёрный конь · f3 белая пешка · a2 белая пешка · b2 чёрный ферзь · f2 белая пешка · h2 белая пешка · e1 белая ладья · g1 белый король | b8 чёрная ладья · g8 чёрный король · a7 чёрная пешка · f7 белый конь · g7 чёрная пешка · h7 чёрная пешка · b6 чёрная пешка · e6 белый ферзь · f6 чёрный конь · f3 белая пешка · a2 белая пешка · b2 чёрный ферзь · f2 белая пешка · h2 белая пешка · e1 белая ладья · g1 белый король | b8 чёрная ладья · g8 чёрный король · a7 чёрная пешка · f7 белый конь · g7 чёрная пешка · h7 чёрная пешка · b6 чёрная пешка · e6 белый ферзь · f6 чёрный конь · f3 белая пешка · a2 белая пешка · b2 чёрный ферзь · f2 белая пешка · h2 белая пешка · e1 белая ладья · g1 белый король | b8 чёрная ладья · g8 чёрный король · a7 чёрная пешка · f7 белый конь · g7 чёрная пешка · h7 чёрная пешка · b6 чёрная пешка · e6 белый ферзь · f6 чёрный конь · f3 белая пешка · a2 белая пешка · b2 чёрный ферзь · f2 белая пешка · h2 белая пешка · e1 белая ладья · g1 белый король | b8 чёрная ладья · g8 чёрный король · a7 чёрная пешка · f7 белый конь · g7 чёрная пешка · h7 чёрная пешка · b6 чёрная пешка · e6 белый ферзь · f6 чёрный конь · f3 белая пешка · a2 белая пешка · b2 чёрный ферзь · f2 белая пешка · h2 белая пешка · e1 белая ладья · g1 белый король | b8 чёрная ладья · g8 чёрный король · a7 чёрная пешка · f7 белый конь · g7 чёрная пешка · h7 чёрная пешка · b6 чёрная пешка · e6 белый ферзь · f6 чёрный конь · f3 белая пешка · a2 белая пешка · b2 чёрный ферзь · f2 белая пешка · h2 белая пешка · e1 белая ладья · g1 белый король | b8 чёрная ладья · g8 чёрный король · a7 чёрная пешка · f7 белый конь · g7 чёрная пешка · h7 чёрная пешка · b6 чёрная пешка · e6 белый ферзь · f6 чёрный конь · f3 белая пешка · a2 белая пешка · b2 чёрный ферзь · f2 белая пешка · h2 белая пешка · e1 белая ладья · g1 белый король | b8 чёрная ладья · g8 чёрный король · a7 чёрная пешка · f7 белый конь · g7 чёрная пешка · h7 чёрная пешка · b6 чёрная пешка · e6 белый ферзь · f6 чёрный конь · f3 белая пешка · a2 белая пешка · b2 чёрный ферзь · f2 белая пешка · h2 белая пешка · e1 белая ладья · g1 белый король | 6 |
| 5 | b8 чёрная ладья · g8 чёрный король · a7 чёрная пешка · f7 белый конь · g7 чёрная пешка · h7 чёрная пешка · b6 чёрная пешка · e6 белый ферзь · f6 чёрный конь · f3 белая пешка · a2 белая пешка · b2 чёрный ферзь · f2 белая пешка · h2 белая пешка · e1 белая ладья · g1 белый король | b8 чёрная ладья · g8 чёрный король · a7 чёрная пешка · f7 белый конь · g7 чёрная пешка · h7 чёрная пешка · b6 чёрная пешка · e6 белый ферзь · f6 чёрный конь · f3 белая пешка · a2 белая пешка · b2 чёрный ферзь · f2 белая пешка · h2 белая пешка · e1 белая ладья · g1 белый король | b8 чёрная ладья · g8 чёрный король · a7 чёрная пешка · f7 белый конь · g7 чёрная пешка · h7 чёрная пешка · b6 чёрная пешка · e6 белый ферзь · f6 чёрный конь · f3 белая пешка · a2 белая пешка · b2 чёрный ферзь · f2 белая пешка · h2 белая пешка · e1 белая ладья · g1 белый король | b8 чёрная ладья · g8 чёрный король · a7 чёрная пешка · f7 белый конь · g7 чёрная пешка · h7 чёрная пешка · b6 чёрная пешка · e6 белый ферзь · f6 чёрный конь · f3 белая пешка · a2 белая пешка · b2 чёрный ферзь · f2 белая пешка · h2 белая пешка · e1 белая ладья · g1 белый король | b8 чёрная ладья · g8 чёрный король · a7 чёрная пешка · f7 белый конь · g7 чёрная пешка · h7 чёрная пешка · b6 чёрная пешка · e6 белый ферзь · f6 чёрный конь · f3 белая пешка · a2 белая пешка · b2 чёрный ферзь · f2 белая пешка · h2 белая пешка · e1 белая ладья · g1 белый король | b8 чёрная ладья · g8 чёрный король · a7 чёрная пешка · f7 белый конь · g7 чёрная пешка · h7 чёрная пешка · b6 чёрная пешка · e6 белый ферзь · f6 чёрный конь · f3 белая пешка · a2 белая пешка · b2 чёрный ферзь · f2 белая пешка · h2 белая пешка · e1 белая ладья · g1 белый король | b8 чёрная ладья · g8 чёрный король · a7 чёрная пешка · f7 белый конь · g7 чёрная пешка · h7 чёрная пешка · b6 чёрная пешка · e6 белый ферзь · f6 чёрный конь · f3 белая пешка · a2 белая пешка · b2 чёрный ферзь · f2 белая пешка · h2 белая пешка · e1 белая ладья · g1 белый король | b8 чёрная ладья · g8 чёрный король · a7 чёрная пешка · f7 белый конь · g7 чёрная пешка · h7 чёрная пешка · b6 чёрная пешка · e6 белый ферзь · f6 чёрный конь · f3 белая пешка · a2 белая пешка · b2 чёрный ферзь · f2 белая пешка · h2 белая пешка · e1 белая ладья · g1 белый король | 5 |
| 4 | b8 чёрная ладья · g8 чёрный король · a7 чёрная пешка · f7 белый конь · g7 чёрная пешка · h7 чёрная пешка · b6 чёрная пешка · e6 белый ферзь · f6 чёрный конь · f3 белая пешка · a2 белая пешка · b2 чёрный ферзь · f2 белая пешка · h2 белая пешка · e1 белая ладья · g1 белый король | b8 чёрная ладья · g8 чёрный король · a7 чёрная пешка · f7 белый конь · g7 чёрная пешка · h7 чёрная пешка · b6 чёрная пешка · e6 белый ферзь · f6 чёрный конь · f3 белая пешка · a2 белая пешка · b2 чёрный ферзь · f2 белая пешка · h2 белая пешка · e1 белая ладья · g1 белый король | b8 чёрная ладья · g8 чёрный король · a7 чёрная пешка · f7 белый конь · g7 чёрная пешка · h7 чёрная пешка · b6 чёрная пешка · e6 белый ферзь · f6 чёрный конь · f3 белая пешка · a2 белая пешка · b2 чёрный ферзь · f2 белая пешка · h2 белая пешка · e1 белая ладья · g1 белый король | b8 чёрная ладья · g8 чёрный король · a7 чёрная пешка · f7 белый конь · g7 чёрная пешка · h7 чёрная пешка · b6 чёрная пешка · e6 белый ферзь · f6 чёрный конь · f3 белая пешка · a2 белая пешка · b2 чёрный ферзь · f2 белая пешка · h2 белая пешка · e1 белая ладья · g1 белый король | b8 чёрная ладья · g8 чёрный король · a7 чёрная пешка · f7 белый конь · g7 чёрная пешка · h7 чёрная пешка · b6 чёрная пешка · e6 белый ферзь · f6 чёрный конь · f3 белая пешка · a2 белая пешка · b2 чёрный ферзь · f2 белая пешка · h2 белая пешка · e1 белая ладья · g1 белый король | b8 чёрная ладья · g8 чёрный король · a7 чёрная пешка · f7 белый конь · g7 чёрная пешка · h7 чёрная пешка · b6 чёрная пешка · e6 белый ферзь · f6 чёрный конь · f3 белая пешка · a2 белая пешка · b2 чёрный ферзь · f2 белая пешка · h2 белая пешка · e1 белая ладья · g1 белый король | b8 чёрная ладья · g8 чёрный король · a7 чёрная пешка · f7 белый конь · g7 чёрная пешка · h7 чёрная пешка · b6 чёрная пешка · e6 белый ферзь · f6 чёрный конь · f3 белая пешка · a2 белая пешка · b2 чёрный ферзь · f2 белая пешка · h2 белая пешка · e1 белая ладья · g1 белый король | b8 чёрная ладья · g8 чёрный король · a7 чёрная пешка · f7 белый конь · g7 чёрная пешка · h7 чёрная пешка · b6 чёрная пешка · e6 белый ферзь · f6 чёрный конь · f3 белая пешка · a2 белая пешка · b2 чёрный ферзь · f2 белая пешка · h2 белая пешка · e1 белая ладья · g1 белый король | 4 |
| 3 | b8 чёрная ладья · g8 чёрный король · a7 чёрная пешка · f7 белый конь · g7 чёрная пешка · h7 чёрная пешка · b6 чёрная пешка · e6 белый ферзь · f6 чёрный конь · f3 белая пешка · a2 белая пешка · b2 чёрный ферзь · f2 белая пешка · h2 белая пешка · e1 белая ладья · g1 белый король | b8 чёрная ладья · g8 чёрный король · a7 чёрная пешка · f7 белый конь · g7 чёрная пешка · h7 чёрная пешка · b6 чёрная пешка · e6 белый ферзь · f6 чёрный конь · f3 белая пешка · a2 белая пешка · b2 чёрный ферзь · f2 белая пешка · h2 белая пешка · e1 белая ладья · g1 белый король | b8 чёрная ладья · g8 чёрный король · a7 чёрная пешка · f7 белый конь · g7 чёрная пешка · h7 чёрная пешка · b6 чёрная пешка · e6 белый ферзь · f6 чёрный конь · f3 белая пешка · a2 белая пешка · b2 чёрный ферзь · f2 белая пешка · h2 белая пешка · e1 белая ладья · g1 белый король | b8 чёрная ладья · g8 чёрный король · a7 чёрная пешка · f7 белый конь · g7 чёрная пешка · h7 чёрная пешка · b6 чёрная пешка · e6 белый ферзь · f6 чёрный конь · f3 белая пешка · a2 белая пешка · b2 чёрный ферзь · f2 белая пешка · h2 белая пешка · e1 белая ладья · g1 белый король | b8 чёрная ладья · g8 чёрный король · a7 чёрная пешка · f7 белый конь · g7 чёрная пешка · h7 чёрная пешка · b6 чёрная пешка · e6 белый ферзь · f6 чёрный конь · f3 белая пешка · a2 белая пешка · b2 чёрный ферзь · f2 белая пешка · h2 белая пешка · e1 белая ладья · g1 белый король | b8 чёрная ладья · g8 чёрный король · a7 чёрная пешка · f7 белый конь · g7 чёрная пешка · h7 чёрная пешка · b6 чёрная пешка · e6 белый ферзь · f6 чёрный конь · f3 белая пешка · a2 белая пешка · b2 чёрный ферзь · f2 белая пешка · h2 белая пешка · e1 белая ладья · g1 белый король | b8 чёрная ладья · g8 чёрный король · a7 чёрная пешка · f7 белый конь · g7 чёрная пешка · h7 чёрная пешка · b6 чёрная пешка · e6 белый ферзь · f6 чёрный конь · f3 белая пешка · a2 белая пешка · b2 чёрный ферзь · f2 белая пешка · h2 белая пешка · e1 белая ладья · g1 белый король | b8 чёрная ладья · g8 чёрный король · a7 чёрная пешка · f7 белый конь · g7 чёрная пешка · h7 чёрная пешка · b6 чёрная пешка · e6 белый ферзь · f6 чёрный конь · f3 белая пешка · a2 белая пешка · b2 чёрный ферзь · f2 белая пешка · h2 белая пешка · e1 белая ладья · g1 белый король | 3 |
| 2 | b8 чёрная ладья · g8 чёрный король · a7 чёрная пешка · f7 белый конь · g7 чёрная пешка · h7 чёрная пешка · b6 чёрная пешка · e6 белый ферзь · f6 чёрный конь · f3 белая пешка · a2 белая пешка · b2 чёрный ферзь · f2 белая пешка · h2 белая пешка · e1 белая ладья · g1 белый король | b8 чёрная ладья · g8 чёрный король · a7 чёрная пешка · f7 белый конь · g7 чёрная пешка · h7 чёрная пешка · b6 чёрная пешка · e6 белый ферзь · f6 чёрный конь · f3 белая пешка · a2 белая пешка · b2 чёрный ферзь · f2 белая пешка · h2 белая пешка · e1 белая ладья · g1 белый король | b8 чёрная ладья · g8 чёрный король · a7 чёрная пешка · f7 белый конь · g7 чёрная пешка · h7 чёрная пешка · b6 чёрная пешка · e6 белый ферзь · f6 чёрный конь · f3 белая пешка · a2 белая пешка · b2 чёрный ферзь · f2 белая пешка · h2 белая пешка · e1 белая ладья · g1 белый король | b8 чёрная ладья · g8 чёрный король · a7 чёрная пешка · f7 белый конь · g7 чёрная пешка · h7 чёрная пешка · b6 чёрная пешка · e6 белый ферзь · f6 чёрный конь · f3 белая пешка · a2 белая пешка · b2 чёрный ферзь · f2 белая пешка · h2 белая пешка · e1 белая ладья · g1 белый король | b8 чёрная ладья · g8 чёрный король · a7 чёрная пешка · f7 белый конь · g7 чёрная пешка · h7 чёрная пешка · b6 чёрная пешка · e6 белый ферзь · f6 чёрный конь · f3 белая пешка · a2 белая пешка · b2 чёрный ферзь · f2 белая пешка · h2 белая пешка · e1 белая ладья · g1 белый король | b8 чёрная ладья · g8 чёрный король · a7 чёрная пешка · f7 белый конь · g7 чёрная пешка · h7 чёрная пешка · b6 чёрная пешка · e6 белый ферзь · f6 чёрный конь · f3 белая пешка · a2 белая пешка · b2 чёрный ферзь · f2 белая пешка · h2 белая пешка · e1 белая ладья · g1 белый король | b8 чёрная ладья · g8 чёрный король · a7 чёрная пешка · f7 белый конь · g7 чёрная пешка · h7 чёрная пешка · b6 чёрная пешка · e6 белый ферзь · f6 чёрный конь · f3 белая пешка · a2 белая пешка · b2 чёрный ферзь · f2 белая пешка · h2 белая пешка · e1 белая ладья · g1 белый король | b8 чёрная ладья · g8 чёрный король · a7 чёрная пешка · f7 белый конь · g7 чёрная пешка · h7 чёрная пешка · b6 чёрная пешка · e6 белый ферзь · f6 чёрный конь · f3 белая пешка · a2 белая пешка · b2 чёрный ферзь · f2 белая пешка · h2 белая пешка · e1 белая ладья · g1 белый король | 2 |
| 1 | b8 чёрная ладья · g8 чёрный король · a7 чёрная пешка · f7 белый конь · g7 чёрная пешка · h7 чёрная пешка · b6 чёрная пешка · e6 белый ферзь · f6 чёрный конь · f3 белая пешка · a2 белая пешка · b2 чёрный ферзь · f2 белая пешка · h2 белая пешка · e1 белая ладья · g1 белый король | b8 чёрная ладья · g8 чёрный король · a7 чёрная пешка · f7 белый конь · g7 чёрная пешка · h7 чёрная пешка · b6 чёрная пешка · e6 белый ферзь · f6 чёрный конь · f3 белая пешка · a2 белая пешка · b2 чёрный ферзь · f2 белая пешка · h2 белая пешка · e1 белая ладья · g1 белый король | b8 чёрная ладья · g8 чёрный король · a7 чёрная пешка · f7 белый конь · g7 чёрная пешка · h7 чёрная пешка · b6 чёрная пешка · e6 белый ферзь · f6 чёрный конь · f3 белая пешка · a2 белая пешка · b2 чёрный ферзь · f2 белая пешка · h2 белая пешка · e1 белая ладья · g1 белый король | b8 чёрная ладья · g8 чёрный король · a7 чёрная пешка · f7 белый конь · g7 чёрная пешка · h7 чёрная пешка · b6 чёрная пешка · e6 белый ферзь · f6 чёрный конь · f3 белая пешка · a2 белая пешка · b2 чёрный ферзь · f2 белая пешка · h2 белая пешка · e1 белая ладья · g1 белый король | b8 чёрная ладья · g8 чёрный король · a7 чёрная пешка · f7 белый конь · g7 чёрная пешка · h7 чёрная пешка · b6 чёрная пешка · e6 белый ферзь · f6 чёрный конь · f3 белая пешка · a2 белая пешка · b2 чёрный ферзь · f2 белая пешка · h2 белая пешка · e1 белая ладья · g1 белый король | b8 чёрная ладья · g8 чёрный король · a7 чёрная пешка · f7 белый конь · g7 чёрная пешка · h7 чёрная пешка · b6 чёрная пешка · e6 белый ферзь · f6 чёрный конь · f3 белая пешка · a2 белая пешка · b2 чёрный ферзь · f2 белая пешка · h2 белая пешка · e1 белая ладья · g1 белый король | b8 чёрная ладья · g8 чёрный король · a7 чёрная пешка · f7 белый конь · g7 чёрная пешка · h7 чёрная пешка · b6 чёрная пешка · e6 белый ферзь · f6 чёрный конь · f3 белая пешка · a2 белая пешка · b2 чёрный ферзь · f2 белая пешка · h2 белая пешка · e1 белая ладья · g1 белый король | b8 чёрная ладья · g8 чёрный король · a7 чёрная пешка · f7 белый конь · g7 чёрная пешка · h7 чёрная пешка · b6 чёрная пешка · e6 белый ферзь · f6 чёрный конь · f3 белая пешка · a2 белая пешка · b2 чёрный ферзь · f2 белая пешка · h2 белая пешка · e1 белая ладья · g1 белый король | 1 |
|   | a | b | c | d | e | f | g | h |   |

1. d4 Кf6 2. c4 e6 3. Кc3 Сb4 4. e3 O-O 5. Сd3 d5 6. Кf3 c5 7. O-O cd 8. ed dc 9. С:c4 b6 10. Сg5 Сb7 11. Лe1 Кbd7 12. Лc1 Лc8 13. Фb3 Сe7 14. С:f6 К:f6 15. С:e6 fe 16. Ф:e6+ Крh8 17. Ф:e7 С:f3 18. gf Ф:d4 19. Кb5 Ф:b2 20. Л:c8 Л:c8 21. Кd6 Лb8 22. Кf7+ Крg8 23. Фe6 (см. диаграмму)
23 …Лf8? (23 …h5) 24. Кd8+! Крh8 25. Фe7, 1 : 0

## Таблица матча
| №           | Участники         | Рейтинг     | 1    | 2     | 3     | 4     | 5     | 6     | 7     | 8     | 9     | 10    | 11    | 12    | 13    | 14    | 15   | Очки |
| ----------- | ----------------- | ----------- | ---- | ----- | ----- | ----- | ----- | ----- | ----- | ----- | ----- | ----- | ----- | ----- | ----- | ----- | ---- | ---- |
| 1           | Каспаров, Гарри   | 2849        | ½    | 0     | ½     | ½     | ½     | ½     | ½     | ½     | ½     | 0     | ½     | ½     | ½     | ½     | ½    | 6½   |
| 2           | Крамник, Владимир | 2772        | ½    | 1     | ½     | ½     | ½     | ½     | ½     | ½     | ½     | 1     | ½     | ½     | ½     | ½     | ½    | 8½   |
| Игровые дни | Игровые дни       | Игровые дни | 8.10 | 10.10 | 12.10 | 14.10 | 15.10 | 17.10 | 19.10 | 21.10 | 22.10 | 24.10 | 26.10 | 28.10 | 29.10 | 31.10 | 2.11 |      |